# Rodolfo Amoedo
Pour les articles homonymes, voir Amoedo.
Rodolfo Amoedo, né le 11 décembre 1857 à Salvador et mort le 31 mai 1941 à Rio de Janeiro, est un peintre et décorateur brésilien.

## Biographie
Amoedo a commencé dans la profession artistique invité par un ami à travailler dans le Teatro São Pedro. En 1873, il s'est inscrit au  Liceu de Artes e Ofícios de Rio de Janeiro, où a il a été l'élève de Costa Miranda, de Sousa Lobo et Victor Meirelles. L'année suivante, il est entré à l'Académie impériale des Beaux-Arts, où il a étudié avec d'autres artistes, comme Zeferino da Costa, Agostinho José de Motta ou le sculpteur Chaves Pinheiro. En 1878, encore très jeune, son tableau figurant le Sacrifice d'Abel, a remporté un Prix qui lui offrait une bourse de voyage en Europe. 
De 1879 à 1887, il a vécu et  étudié à Paris. Initialement, il suit les cours de l'Académie Julian et en 1880, il réussit à s'inscrire à l'École nationale supérieure des beaux-arts dans l'atelier d'Alexandre Cabanel. Il y reçoit également les conseils de peintres célèbres comme Paul Baudry et Puvis de Chavannes.
Il a participé au Salon de Paris (1882, 1883 et 1884) et a commencé à développer de grands sujets autour des thèmes de la mythologie (La Narration de Filectas), de la Bible (Jésus dans Cafarnaum, Le Départ de Jacob) et de la littérature brésilienne (Le Dernier Tamoio, Marabá). 
De retour à Rio de Janeiro, en 1888, il a été nommé enseignant honoraire de l'Academia, et a donné des conférences à l'Escola Politécnica de Rio de Janeiro, il a également réalisé sa première exposition individuelle. Rodolfo Amoedo a été lauréat des Expositions générales des Beaux-Arts à plusieurs reprises, ainsi il remporte la médaille d'or de l'Exposition Commémorative du Centenaire de l'Ouverture des Ports (Rio de Janeiro, 1908), et la médaille d'honneur de l'Exposition générale de 1917. Il a enseigné à l'Escola Nacional de Belas Artes (ENBA), où il encourageait ses élèves à explorer les procédés de peinture les plus divers : la détrempe, la cire, l'aquarelle, etc. Rodolfo Amoedo a aussi été vice-directeur de l'ENBA, occupant temporairement la position dans diverses occasions. Il a créé des panneaux pour le tribunal fédéral suprême (Supremo Tribunal Federal) en 1909, la Biblioteca Nacional ainsi que pour le Theatro Municipal de Rio de Janeiro, en 1916. En 1918, il  a été engagé par l'ENBA pour diriger les chaires de Peinture de l'École, poste qu'il a occupé jusqu'à sa retraite en 1934. Parmi de nombreux autres, ses élèves furent Baptiste da Costa, Rodolfo Chambelland, les frères Arthur Timóteo da Costa et João Timóteo da Costa, Lucílio de Albuquerque et Candido Portinari.
Il a habité au 3 rue Viète à Paris en 1885.

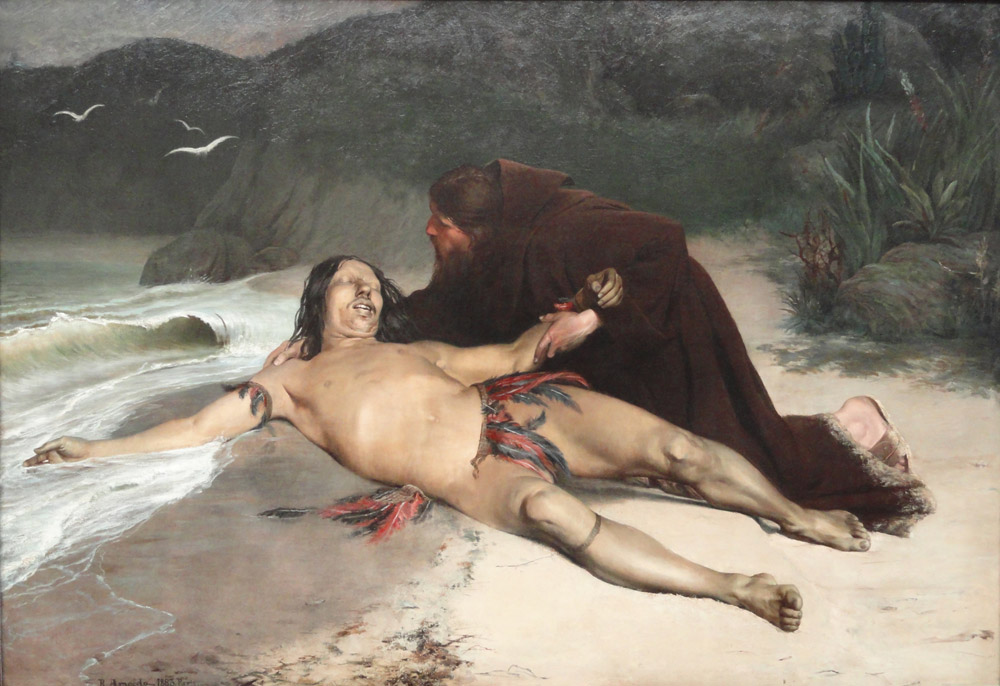
Le Dernier Tamoio, 1883
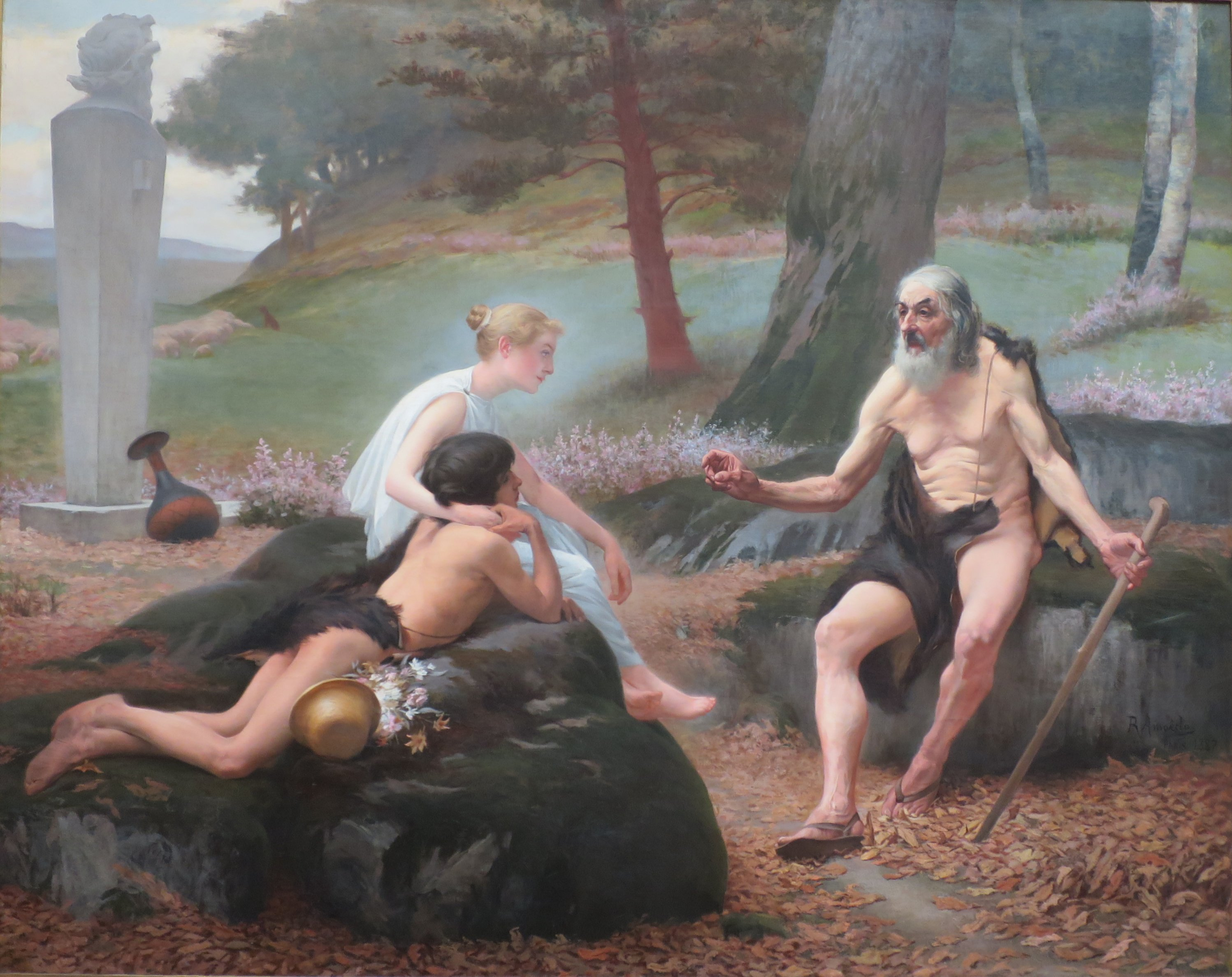
Le Récit de Philétas, 1887
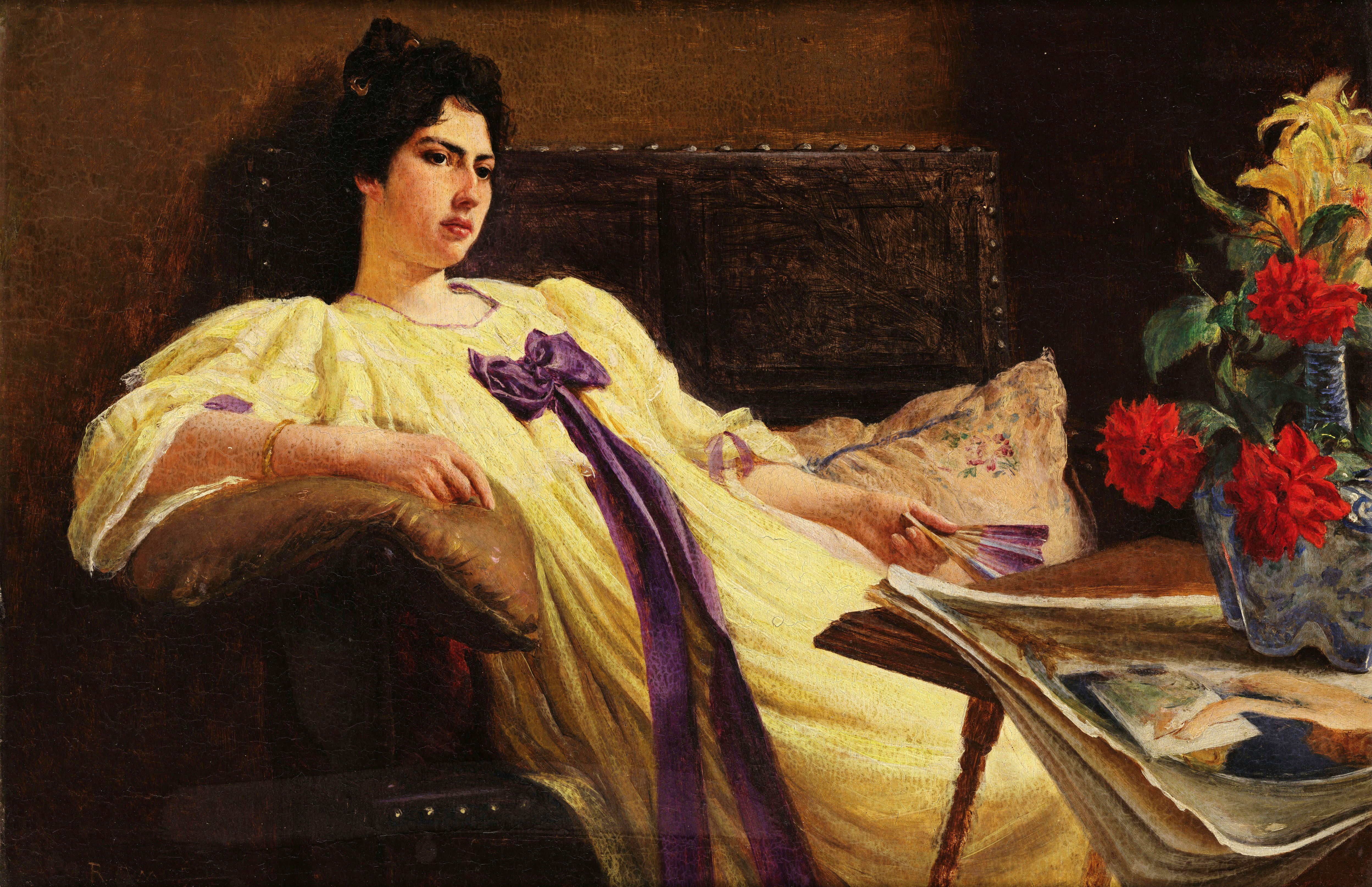
Portrait de Femme, 1892

## Œuvres notables
- Le Quai d'Austerlitz, 1885 (exposée à la 27e Exposition d'Amiens de 1885, sous le n°6)
- Le Lion des Tuileries, 1885 (exposée à la 27e Exposition d'Amiens de 1885, sous le n°7)

## Expositions, galeries
- 1885 - 27e Exposition de la Société des Amis des Arts de la Somme, à Amiens :  Le Quai d'Austerlitz (n°6) -  Le Lion des Tuileries (n°7)

### Iconographie
- Autoportrait, 1921.